# 武汉汉南通用机场
武汉汉南通用机场位于中国湖北省武汉市汉南区纱帽街大咀村，长江武汉段最上游的U形弯区，占地面积919亩，距武汉市中心41千米，飞行区等级为1A级，属A1类跑道型通用机场，为应急救援、商务包机、空中巡查等通用飞机提供服务。

## 建设
- 2016年8月，湖北省发改委批复建设汉南通用机场。
- 2016年9月，开工建设。[2]
- 2017年8月5日，完成首次试飞。
- 2017年10月19日，通过中国民用航空中南地区管理局验收。[3]
- 2017年10月26日，完成工程的建设和测试，正式投入运行。

## 设施

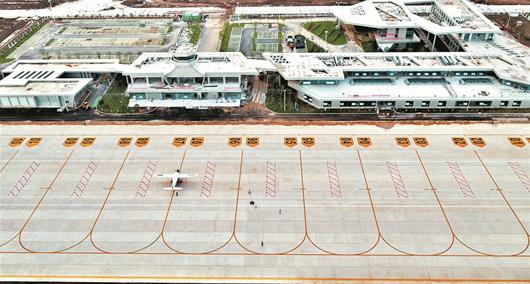
俯瞰汉南通用机场

### 航站楼
航站楼（含航管楼）占地面积32000平方米，机坪设24个机位。

### 跑道
机场有一条跑道，编号为04/22，长1600米、宽30米，道面为水泥混凝土，飞行区等级为1A级，飞行规则为VFR，另有1条与跑道等长的平行滑行道和3条垂直联络道。

### 机库
机场共设有2座机库，总面积29000平方米，其中大机库长300米、宽78米，可容纳8架波音737或约100架小飞机。

## 交通配套

### 公路
机场设有社会停车场，约有停车泊位3000个，驾车有两条道路可以选择：
- 沿兴城大道、纱帽大道、通航大道进入停车场；
- 由兴城大道绕行通江一路、通江二路、通江三路、通江四路、幸福中路、薇湖南路、通航大道进入停车场。

### 巴士
武汉公交239路设通用机场站，全程票价2元。

### 轨道交通
武汉地铁16号线在此设站，旅客可从此站乘坐16号线至位于汉阳区的国博中心南站，换乘武汉地铁6号线与武汉地铁12号线。